# Meseta de Loes
La meseta de Loes (o Loess), también conocida como meseta de Huangtu (en chino, 黄土高原; pinyin, Huángtǔ Gāoyuán; literalmente, ‘meseta de tierra amarilla’), es un altiplano de China que cubre un área de unos 640 000 km² en el curso alto y medio del río Amarillo. Su tierra polvorienta cubre casi la totalidad de las provincias de Shanxi y Shaanxi, y parte de la de Gansu y la región autónoma de Ningxia, así como pequeñas partes de otras provincias.

## Cuevas
Desde tiempos remotos, en la meseta se han construido cuevas que han servido como vivienda, aprovechando así el alto poder aislante del loes frente a los fríos inviernos y los calurosos veranos de la zona. Algunas familias siguen habitando estas casas cuevas, conocidas en chino como yaodong (窑洞, yáodòng, "cueva horno"). Merecen destacarse las situadas en Yan'an, en las que Mao Zedong tuvo su cuartel general en la década de 1939. Este tipo de construcciones se revelaron particularmente vulnerables a los efectos del terremoto de Shaanxi de 1556, en el que murieron aproximadamente 830 000 personas.